# Всесвітні міські ігри 2019
Всесвітні міські ігри 2019 пройшли з 13 до 15 вересня у столиці Угорщини Будапешті. У програмі змагань: баскетбол 3 на 3, велоспорт-BMX, фрісбі, брейкданс, паркур, скейтбордінг, а також два показові види — лазер-ран та веслування у закритому приміщенні. Українець Олександр Титаренко завоював бронзову медаль у змагання з паркуру на швидкість.

## Країни-учасниці
Цифри в дужках - це кількість учасників, курсивом учасників у демонстраційних показах.
| Африка                   | Америка | Азія                                                                                                 | Європа | Океанія                               |
| ------------------------ | --- | --- | --- | ------------------------------------- |
| - Алжир (1) - Єгипет (2) | - Аргентина (4+2) - Бразилія (3) - Канада (3+1) - Чилі (2) - Колумбія (7) - Коста-Рика (2) - Мексика (4) - Перу (1) - США (14+3) - Венесуела (4) | - КНР (6+3) - Японія (11) - Південна Корея (3) - Таїланд (2) - Китайський Тайбей (1) - Казахстан (1) | - Бельгія (2) - Білорусь (4+3) - Болгарія (1) - Хорватія (1) - Чехія (4+1) - Іспанія (7) - Франція (21) - Велика Британія (8+3) - Німеччина (5+2) - Греція (1) - Угорщина (14+17) - Ізраїль (2) - Італія (5) - Латвія (3) - Нідерланди (17+2) - Норвегія (1) - Польща (16) - Португалія (1) - Румунія (8) - Росія (16+1) - Швейцарія (4) - Швеція (2) - Україна (13+1) - Ірландія (2) - Туреччина (1) | - Австралія (6+1) - Нова Зеландія (1) |

## Медальний залік
| Місце             | Країна            | Золото | Срібло | Бронза | Загалом |
| ----------------- | ----------------- | ------ | ------ | ------ | ------- |
| 1                 | США               | 3      | 2      | 2      | 7       |
| 2                 | Росія             | 3      | 2      | 1      | 6       |
| 3                 | Японія            | 2      | 1      | 1      | 4       |
| 4                 | Франція           | 2      | 1      | 0      | 3       |
| 4                 | Іспанія           | 2      | 1      | 0      | 3       |
| 6                 | Австралія         | 1      | 1      | 1      | 3       |
| 7                 | Чехія             | 1      | 1      | 0      | 2       |
| 8                 | Нідерланди        | 0      | 1      | 2      | 3       |
| 9                 | Швейцарія         | 0      | 1      | 0      | 1       |
| 9                 | Польща            | 0      | 1      | 0      | 1       |
| 10                | Україна           | 0      | 0      | 2      | 2       |
| 11                | Колумбія          | 0      | 0      | 1      | 1       |
| 11                | Італія            | 0      | 0      | 1      | 1       |
| 11                | КНР               | 0      | 0      | 1      | 1       |
| 11                | Греція            | 0      | 0      | 1      | 1       |
| Всього (14 країн) | Всього (14 країн) | 0      | 0      | 0      | 0       |